# Helina meadei
Helina meadei este o specie de muște din genul Helina, familia Muscidae. A fost descrisă pentru prima dată de Johann Andreas Schnabl în anul 1911.
Este endemică în Franța. Conform Catalogue of Life specia Helina meadei nu are subspecii cunoscute.